# No, No, Nanette (film 1940)
No, No, Nanette è un film del 1940 prodotto e diretto da Herbert Wilcox tratto dal musical omonimo. La commedia è stata adattata due volte per lo schermo con lo stesso titolo, nel 1930 e nel 1940. Nel 1950, ne è stato girato un adattamento che trae spunto dalla canzone Tea for Two.

## Produzione
Il film fu prodotto da Herbert Wilcox e Merrill G. White per la Suffolk Productions.

## Distribuzione
Distribuito dalla RKO Radio Pictures, il film fu presentato in prima a Filadelfia e a New York, rispettivamente il 13 e il 19 dicembre 1940 per uscire nelle sale il 20 dicembre. Nel 1941, fu distribuito in Messico (7 febbraio), Portogallo (22 febbraio) e Svezia (15 settembre). Nel 1944, uscì in Finlandia (12 novembre) e Francia (24 novembre). Nel 1945, fu distribuito in Belgio, a Bruxelles (5 gennaio, in versione originale con sottotitoli), in Danimarca (9 luglio) e nei Paesi Bassi (a Leida, il 7 settembre).

## Versioni cinematografiche
- No, No, Nanette, regia di Clarence G. Badger (WB) con Bernice Claire (1930)
- No, No, Nanette, regia di Herbert Wilcox (RKO) con Anna Neagle (1940)
- Tè per due (Tea for Two), regia di David Butler (WB) con Doris Day, Gordon MacRae (1950)